# Karl O'Donnell
Karl O'Donnell conte de Tyrconnel (n. 1715 – d. 26 martie 1771, Viena, Monarhia Habsburgică), fiu al lui Hugh O'Donnell și Flora Hamilton, latinizat Carolus Claudius O'Donnell, a fost un general de cavalerie al Sfântului Imperiu Roman. Originar dintr-o familie nobilă irlandeză, a intrat în anul 1736 în serviciul casei de Habsburg. Salvarea situației în Bătălia de la Torgau a constituit punctul culminant al carierei sale militare. În anul 1768 a devenit guvernator al Transilvaniei, funcție pe care a îndeplinit-o până în 1770.